# Cúpula pentagonal allargada
En geometria, la cúpula pentagonal allargada es pot construir allargant una cúpula pentagonal enganxant-li un prisma a la base decagonal. És un dels noranta-dos sòlids de Johnson (J20). Té simetria C5v.
Els 92 sòlids de Johnson van ser descrits 1966 per Norman Johnson i els va numerar. No va demostrar que no n'existia més que 92, però va conjecturar que no n'hi havia d'altres. Victor Zalgaller el 1969 va demostrar que la llista de Johnson era completa. S'utilitzen els noms i l'ordre donats per Johnson, i se'ls nota Jxx on xx és el nombre donat per Jonson.

## Desenvolupament pla

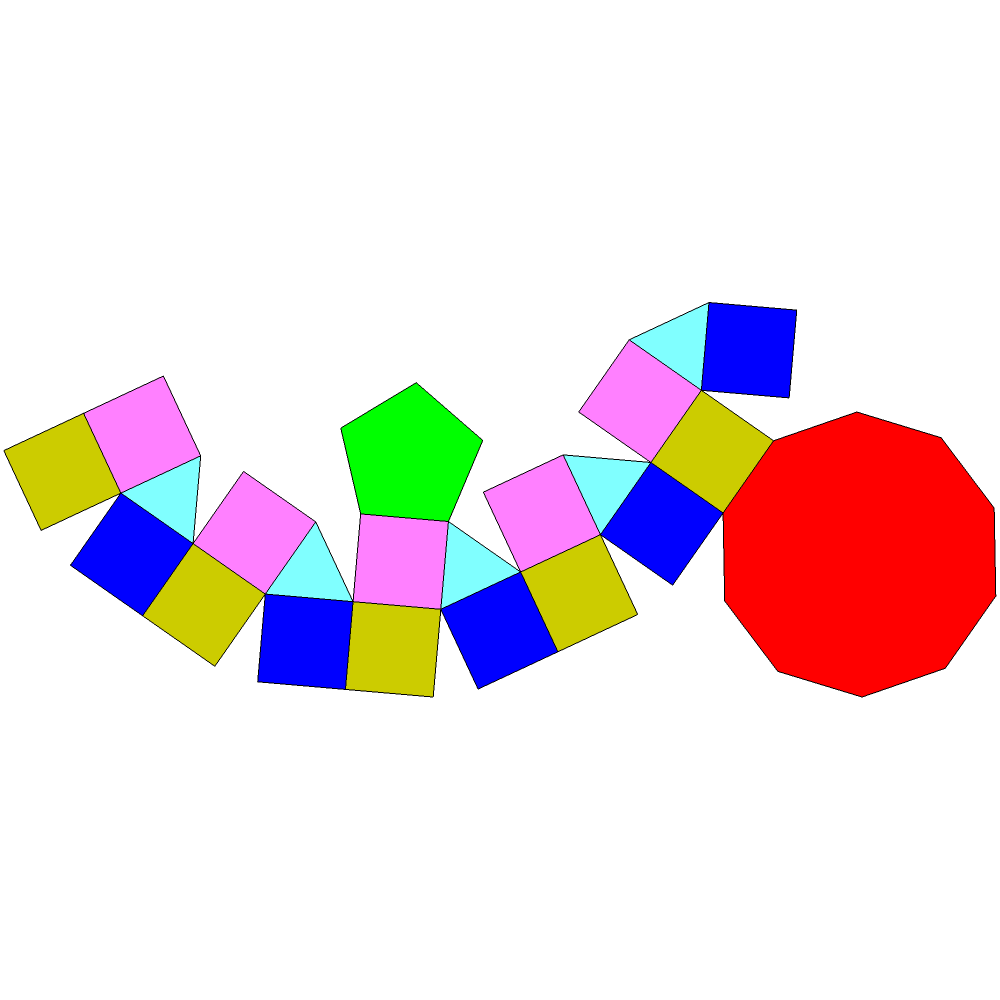
Desenvolupament pla de la cúpula pentagonal allargada